# Institut de mécanique et d'ingénierie
 (janvier 2022).
La mise en forme du texte ne suit pas les recommandations de Wikipédia : il faut le « wikifier ».
Les points d'amélioration suivants sont les cas les plus fréquents. Le détail des points à revoir est peut-être précisé sur la page de discussion.
- Les titres sont pré-formatés par le logiciel. Ils ne sont ni en capitales, ni en gras.
- Le texte ne doit pas être écrit en capitales (les noms de famille non plus), ni en gras, ni en italique, ni en « petit »…
- Le gras n'est utilisé que pour surligner le titre de l'article dans l'introduction, une seule fois.
- L'italique est rarement utilisé : mots en langue étrangère, titres d'œuvres, noms de bateaux, etc.
- Les citations ne sont pas en italique mais en corps de texte normal. Elles sont entourées par des guillemets français : « et ».
- Les listes à puces sont à éviter, des paragraphes rédigés étant largement préférés. Les tableaux sont à réserver à la présentation de données structurées (résultats, etc.).
- Les appels de note de bas de page (petits chiffres en exposant, introduits par l'outil «  Source ») sont à placer entre la fin de phrase et le point final[comme ça].
- Les liens internes (vers d'autres articles de Wikipédia) sont à choisir avec parcimonie. Créez des liens vers des articles approfondissant le sujet. Les termes génériques sans rapport avec le sujet sont à éviter, ainsi que les répétitions de liens vers un même terme.
- Les liens externes sont à placer uniquement dans une section « Liens externes », à la fin de l'article. Ces liens sont à choisir avec parcimonie suivant les règles définies. Si un lien sert de source à l'article, son insertion dans le texte est à faire par les notes de bas de page.
- La présentation des références doit suivre les conventions bibliographiques. Il est recommandé d'utiliser les modèles {{Ouvrage}}, {{Chapitre}}, {{Article}}, {{Lien web}} et/ou {{Bibliographie}}. Le mode d'édition visuel peut mettre en forme automatiquement les références.
- Insérer une infobox (cadre d'informations à droite) n'est pas obligatoire pour parachever la mise en page.

Pour une aide détaillée, merci de consulter Aide:Wikification.
Si vous pensez que ces points ont été résolus, vous pouvez retirer ce bandeau et améliorer la mise en forme d'un autre article.
L’Institut de mécanique et d'ingénierie (I2M) situé a Talence près de Bordeaux département de la Gironde, en région Nouvelle-Aquitaine, France. L'I2M regroupe les équipes de recherche en mécanique et matériaux du centre de Bordeaux d'Arts et Métiers ParisTech, de l'Université Bordeaux et de l'ENSCBP.
Le laboratoire est une composante de l'institut Carnot « ARTS » et regroupe plus de 300 personnes et existe depuis 2011.
Il fait également partie de l'Aerospace Valley.

## Axes de recherches et d'enseignement
Les travaux de recherche de l'I2M s'orientent principalement autour des thèmes de recherche suivant, :
- Composites, contrôles non destructifs, génie des procédés
- Bâtiment[4], génie civil et énergies

## Équipes de recherche
Le laboratoire est décomposé en 6 équipes de recherche distinctes, possédant chacune un axe de travail privilégié :
1. DUMAS (Durabilité des matériaux, assemblages et structures)
2. APY (Acoustique et physique)[6],[7]
3. TREFLE (Transfert, écoulement, fluide, énergétique)[8]
4. IMC (Ingénierie mécanique et conception)
5. MPI (Matériaux, procédés et interactions)
6. GCE (Génie civil et environnement)

Ces équipes sont accompagnées par deux structures « transversales » focalisées sur le contrôle non destructif et l'ingénierie du bois.

## Projets notables
Depuis sa création, l'institut joue un rôle prépondérant dans le projet H2E (Horizon Hydrogène Énergie) centré autour de la caractérisation multi-échelle et du développement d'un nouveau type d'essai mécanique.
Il contribue également, dans le cadre de l'association Fondaterra, à des études géologiques de grande envergure pour permettre la qualification de certains sites,.

## Installations et équipement
Des équipements de pointes sont utilisés par l'institut, spécialement dans les domaines de la simulation numérique et de l'équipement optique :
- un microscope électronique à balayage (MEB)[14] ;
- un supercalculateur avec 400 processeurs[15] ;
- des lasers femto-secondes[16].

## Localisations
- Arts et Métiers ParisTech, centre d'enseignement et de recherche de Bordeaux
- Campus de l'Université Bordeaux
- ENSCBP (Institut polytechnique de Bordeaux)